# Сайкальдег
Сайкальдег (перс. صيقلده) — село в Ірані, у дегестані Хурґам, у бахші Хурґам, шагрестані Рудбар остану Ґілян. За даними перепису 2006 року, його населення становило 113 осіб, що проживали у складі 41 сім'ї.

## Клімат
Середня річна температура становить 10,83°C, середня максимальна – 26,12°C, а середня мінімальна – -5,78°C. Середня річна кількість опадів – 408 мм.
| Клімат поселення                              | Клімат поселення | Клімат поселення | Клімат поселення | Клімат поселення | Клімат поселення | Клімат поселення | Клімат поселення | Клімат поселення | Клімат поселення | Клімат поселення | Клімат поселення | Клімат поселення | Клімат поселення |
| Показник                                      | Січ.             | Лют.             | Бер.             | Квіт.            | Трав.            | Черв.            | Лип.             | Серп.            | Вер.             | Жовт.            | Лист.            | Груд.            |                  |
| Середній максимум, °C                         | 5,62             | 6,41             | 9,12             | 14,74            | 19,76            | 24,32            | 26,12            | 25,94            | 22,53            | 18,88            | 12,40            | 7,36             |                  |
| Середня температура, °C                       | −0,08            | 0,69             | 3,43             | 9,04             | 14,06            | 18,63            | 21,29            | 21,10            | 17,70            | 14,06            | 7,56             | 2,52             |                  |
| Середній мінімум, °C                          | −5,78            | −5               | −2,28            | 3,33             | 8,37             | 12,93            | 16,44            | 16,28            | 12,84            | 9,21             | 2,73             | −2,33            |                  |
| Норма опадів, мм                              | 36               | 37               | 63               | 54               | 35               | 12               | 12               | 11               | 17               | 36               | 44               | 51               |                  |
| Середньомісячна швидкість вітру, м/с          | 2.01             | 2.54             | 2.68             | 2.81             | 2.34             | 2.24             | 2.16             | 2.00             | 1.90             | 1.80             | 2.11             | 2.02             |                  |
| Середньомісячна сонячна радіація, кДж/м²·день | 7648             | 10074            | 12459            | 16557            | 20451            | 23078            | 22979            | 19969            | 17008            | 12328            | 9277             | 7341             |                  |
| --------------------------------------------- | ---------------- | ---------------- | ---------------- | ---------------- | ---------------- | ---------------- | ---------------- | ---------------- | ---------------- | ---------------- | ---------------- | ---------------- | ---------------- |
| Джерело:                                      |                  |                  |                  |                  |                  |                  |                  |                  |                  |                  |                  |                  |                  |